# Folkets väl
Folkets väl (FV) är ett lokalt politiskt parti i Hässleholms kommun. Partiet har varit representerat i kommunfullmäktige sedan år 1998. Partiledare är Ernst Herslow och gruppledare för partiet i kommunfullmäktige är Björn Widmark.

## Politik
Folkets väls politik är kortfattat:
- Mer resurser till kommunens kärnverksamhet genom nedprioritering av övrig verksamhet.
- Uppfylla SKLs krav på god hushållning, d.v.s. att ej återkommande planera för ökat låntagande och spräckta budgetar.

## Ledamöter i kommunfullmäktige
- Ernst Herslow
- Björn Widmark
- Ulrika Barnekow Widmark
- Allan Ljungqvist

## Valresultat
| År   | Röster | %    | Mandat  |
| ---- | ------ | ---- | ------- |
| 1998 |        | 4,67 | 3 av 61 |
| 2002 | 1 979  | 7,04 | 5 av 61 |
| 2006 | 2 114  | 7,25 | 6 av 61 |
| 2010 | 808    | 2,57 | 2 av 61 |
| 2014 | 1 389  | 4,28 | 2 av 61 |
| 2018 | 2 010  | 6,00 | 4 av 61 |
| 2022 | 1 889  | 5,78 | 3 av 61 |